# Dywizja Wołyńsko-Podolska
Dywizja Wołyńsko-Podolska – związek taktyczny (terytorialny)  wojsk polskich okresu I Rzeczypospolitej.

Inna nazwa dywizji to Dywizja Wołyńska.

## Formowanie i zmiany organizacyjne
Dywizja została zorganizowana w 1776 roku uchwałą sejmu delegacyjnego. Sejm określił jej dyslokację na województwa wołyńskie i podolskie. Nakazał osłaniać granice i wzmocnić garnizon w Kamieńcu Podolskim.
Pełna organizacja dywizji Podolskiej (Wołyńską i Podolską) oraz Ukraińskiej (Bracławską i Kijowską) nie powiodła się. Dwie te dywizje połączone zostały w jedną całość i stanowiły stosunkowo luźną, terytorialną ale zarazem największą strukturę w wojsku Rzeczypospolitej, zwaną Dywizją Ukraińską i Podolską.
Uchwałą Sejm Wielki w 1789 roku wrócono do podziału zaplanowanego w 1775 roku. Wiosną 1790 „dywizje ukraińskie” przeorganizowano na Dywizję Wołyńską i Podolską oraz Dywizją Bracławską i Kijowską. Taki stan rzeczy przetrwał do kwietnia 1793 roku kiedy to Dywizja Bracławską i Kijowska została zajęta przez wojsko rosyjskie. Zmiany przeprowadzone przez sejm grodzieński ograniczające liczbę dywizji do dwóch, nie zostały już zrealizowane na skutek wybuchu powstania kościuszkowskiego.

## Dowództwo dywizji
Dowódcą dywizji był generał lejtnant, któremu mieli podlegać dwaj generałowie majorowie. Jeden dowodził kawalerią, drugi piechotą. Zasadę tę  wprowadzono w życie dopiero w 1789 roku. Do tej pory w etatach sztabu generalnego wymieniano po jednym generale majorze na dywizję.
Dowódcy dywizji:
- gen. ks. Michał Lubomirski – od 1790

Pomocnicy:
- gen. ks. Michał Lubomirski – od 1789
- gen. mjr Sufczyński

## Struktura organizacyjna
Dywizja składała się z kawalerii, piechoty i artylerii. Nie posiadała własnego sztabu, który mógłby kierować działaniami. Była bardziej związkiem terytorialnym, niż taktyczno-operacyjnym. 
W 1790 roku w skład dywizji weszła 3 Brygada Artylerii.
Struktura dywizji wołyńskiej ks. Lubomirskiego w 1792:
- dwa bataliony piechoty (po jednym z regimentów 4 i 13 — razem 1568 żołnierzy)
- 21 szwadronów jazdy (2967 koni).

Dywizja znajdowała się na Wołyniu, przy czym oba bataliony piechoty w sile 1129 żołnierzy stały w Ostrogu, ich rezerwy (439 żołnierzy) prawdopodobnie w głębi kraju.
m.p w marcu 1792
- Brygada Dzierżka – Szarogród
- Brygada Jerlicza – Jampol
- pułk buławy wielkiej koronnej – Czeczelnik
- 3 Brygada Artylerii – Połonne (od 1790)

stan jazdy na 9 czerwca 1792
- osiem szwadronów brygady Dzierżka
- pięć szwadronów brygady Jerlicza
- pułk straży przedniej buławy wielkiej koronnej – Zasław

## Działania dywizji
W trakcie pochodu do Zasławia część oddziałów Dywizji Wołyńskiej w sile około 3000 ludzi pod dowództwem gen. M. Lubomirskiego 18 czerwca 1792 roku natknęła się pod Zieleńcami na oskrzydlającą dywizję gen. Markowa. Marków obsadził strzelcami nie zajęte Zieleńce i rozpoczął przygotowanie do ataku na uszykowanych do boju Polaków. Wtedy gdy nadeszła grupa Poniatowskiego z Dywizji Ukraińskiej. Marków wznowił natarcie. Cztery bataliony rosyjskich grenadierów uderzyły na stojącą w centrum piechotę. Jednocześnie inny batalion jegrów zaczął się wysuwać z Zieleniec, a konnica rosyjska zaatakowała stojącą na prawym skrzydle jazdę polską. Kontratakowała brygada Mokronowskiego. Zdecydowane uderzenie wszystkimi siłami mogło doprowadzić do pobicia dywizji Markowa, dowódcy polscy wykazali jednak brak decyzji. Marków zdołał się wycofać, choć ze znacznymi stratami. W czasie odwrotu natknął się na straż tylną Kościuszki, która nie była w stanie go powstrzymać. W bitwie z piechoty polskiej szczególnie dzielnie zachowały się te bataliony, które znajdowały się już pod ogniem w starciu pod Boruszkowcami.